# Klappstau

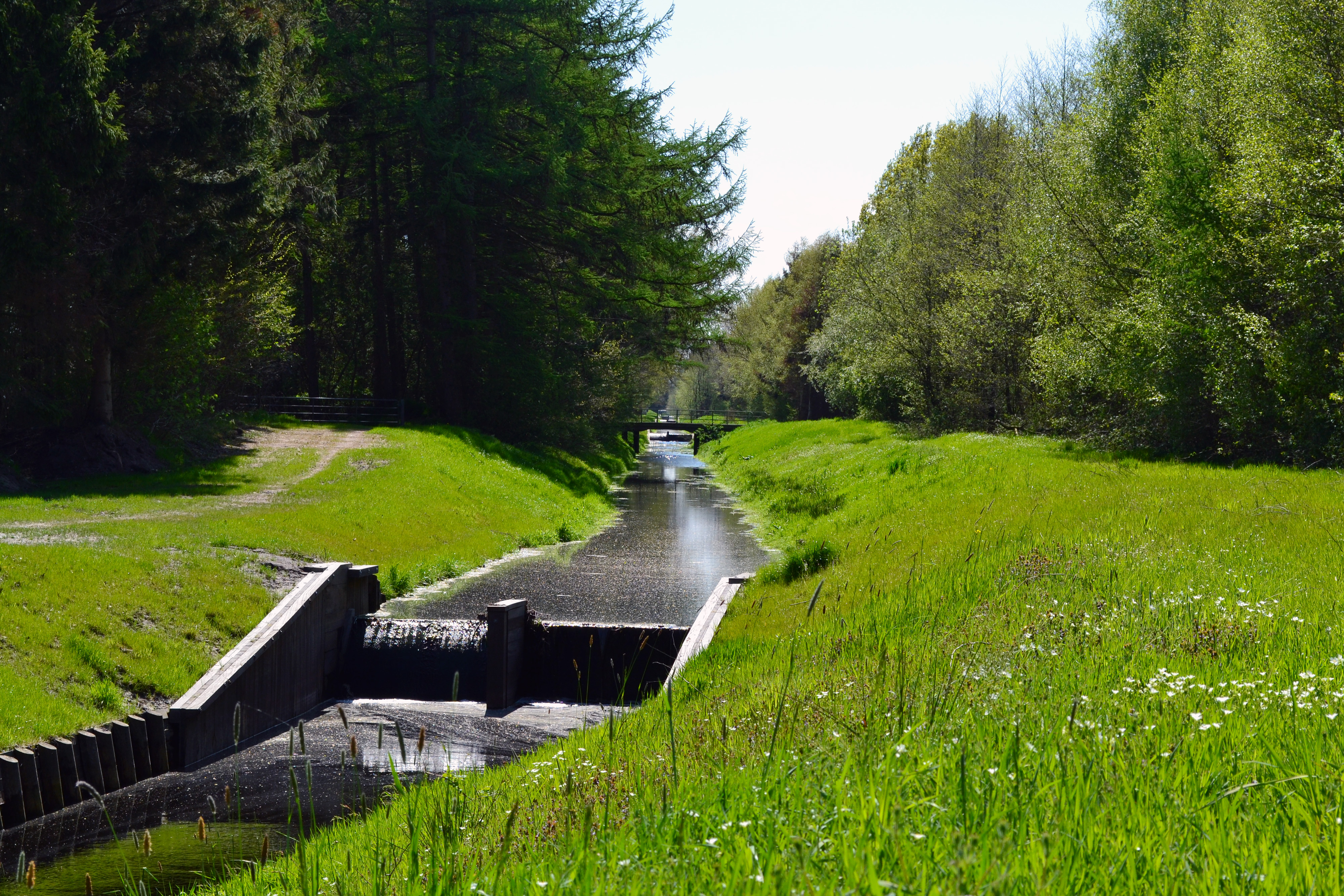
Bild eines erneuerten Klappstaus

Ein Klappstau ist die verkleinerte Variante einer Stauschleuse für die schmalen Gräben der Torfschifffahrt. Dadurch konnten in früheren Zeiten die Torfkanäle mit ihren unterschiedlichen Wasserständen befahrbar gemacht werden, sodass mit den Torfkähnen der Torf aus dem Moor in die Städte oder zu den Ziegeleien gebracht werden konnten. Die spezielle Konstruktion der Klappe gestattete die Durchfahrt der Staustufe in beiden Richtungen ohne anzuhalten.

## Funktionsweise

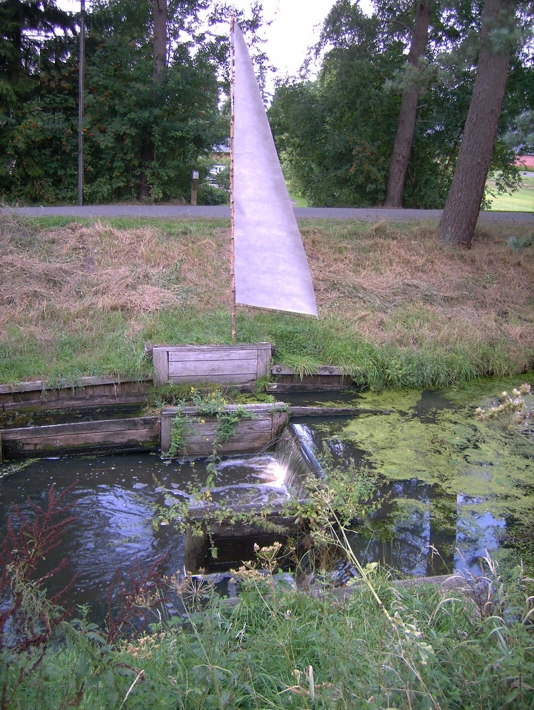
Klappstau am Oste-Hamme-Kanal bei Findorf, Gemeinde Gnarrenburg

Die kleinen Kanäle und Gräben, auf denen der Torf aus dem Moor transportiert wurde, führten nicht immer genug Wasser, um den Torfkähnen ausreichend Wasserstand für die Fahrt zu bieten. Deshalb musste das Wasser gestaut werden mit dem Nachteil, dass die Klappe ein Hindernis für die Schiffe darstellte. Wegen der schmalen Gewässer war der Bau einer Kastenschleuse mit ihren zwei Hubtoren zu aufwändig, weshalb nur eine einfache Bauweise in Frage kam. Die Herausforderung bestand darin ein ausreichendes Gefälle für die Entwässerung des Moores zu erhalten und trotzdem genügend Wassertiefe zu erzeugen. Die Erfindung wird dem Moorkommissar Claus Witte zugeschrieben, der den Torfbauern damit eine große Erleichterung verschafft hatte.
Die Konstruktion besaß an beiden Ufern Holzbohlen zur seitlichen Begrenzung und Führung. Dazwischen war am Boden die in sich bewegliche Klappe befestigt. Diese bestand aus einer Vielzahl waagerechter Holzlatten, die mit Lederriemen wie ein Rollo miteinander verbunden waren. An den halbrunden Führungshölzern an den Uferwänden, die sich entgegen der Strömungsrichtung hochwölbten, erfolgte ein Anschlag der Klappe, wenn diese sich durch die Strömung aufrichtete.
Zum Passieren des Klappstaus konnten die Torfkähne mit ihrem hohen Bug gegen die Klappe fahren und diese dabei herunter drücken. Wegen des flachen Schiffsbodens ohne Kiel war das Überfahren der Klappe in beiden Richtungen gut möglich. Die Strömung drückte den Kahn von sich aus auf die Klappe; gegen die Strömung musste mit Muskelkraft getreidelt werden. Die lockere Verbindung der Holzlatten sicherte eine ausreichende Wasserabfuhr ohne zu großen Wasserverlust. Ein Bild vom Überfahren eines Klappstaus ist über einen der Weblinks zu erhalten.

## Vorläufer
Vor der Erfindung des Klappstaus bestand die Wassersperre aus fugendicht versetzten Holzbohlen, Schütte genannt. Vor der Durchfahrt mussten diese Hölzer jedes Mal von den Torfschiffern mühsam von Hand entfernt und danach gegen den Wasserdruck wieder eingesetzt werden. Meistens fuhren die Torfkähne im Konvoi, damit für die schwere Arbeit mehr Personen zur Verfügung standen und gleichzeitig mehr Torf den Stau passieren konnte. Während der Öffnung war ein großer Wasserverlust die Folge, weshalb anschließend länger gewartet werden musste bis wieder ausreichend Wasser im Graben vorhanden war. Im Heiser Kanal mussten z. B. auf dem Weg nach [Bremen] 18 Schütte überwunden werden, in der Gackau noch einmal acht.
Bisweilen mussten die Torfschiffe über Land gezogen werden, wenn Deiche zu überwinden waren, die nicht umfahren werden konnten. Dafür wurden Winden eingesetzt oder es wurde durch Pferdefuhrwerke gegen Gebühr ausgeführt.

## Anschauungsobjekte
Es gibt Klappstaue zum Ansehen im Freilichtmuseum Jan vom Moor in Heise und im Torfschiffswerft-Museum Schlußdorf in Worpswede.